# Sulcoretepora parallela
Sulcoretepora parallela is een mosdiertjessoort uit de familie van de Cystodictyonidae. De wetenschappelijke naam van de soort is voor het eerst geldig gepubliceerd in 1836 door Phillips.